# Giunta regionale della Calabria
La Giunta regionale della Calabria è l'organo esecutivo della Regione Calabria. Istituito nel 1948 e operativo nel 1970.
Ha sede nella città di Catanzaro, capoluogo della Regione Calabria, presso la Cittadella Regionale Jole Santelli.

## Poteri e funzionamento
Secondo quanto stabilito dallo Statuto della Regione Calabria, approvato con Legge regionale 19 ottobre 2004, n. 25, in linea generale la Giunta esercita il potere esecutivo, insieme a tutte le altre funzioni attribuitegli dalla Costituzione, dallo Statuto stesso e dalle leggi. Inoltre nel rispetto delle direttive del suo Presidente, la Giunta concorre alla determinazione ed all'attuazione dell'indirizzo politico-amministrativo della Regione.
Ulteriori e più specifiche attribuzioni sono esplicitate dall'art. 36 dello Statuto.
A rappresentare e presiedere la Giunta è il Presidente. In seguito alle elezioni regionali in Calabria del 2021, è stato eletto presidente della Regione Roberto Occhiuto.
I membri della Giunta possono essere nominati anche al di fuori dei componenti del Consiglio fra i cittadini che non si trovino nelle condizioni di ineleggibilità e di incompatibilità alla carica di Consigliere regionale. Il numero degli Assessori esterni non può essere complessivamente superiore a due unità.
La Giunta opera collegialmente. Il Presidente ripartisce tra gli Assessori l'esercizio delle funzioni per settori organici di materie.
La Giunta adotta, su proposta del Presidente, un Regolamento per disciplinare le modalità relative al proprio funzionamento.
Le deliberazioni della Giunta sono valide se è presente la maggioranza dei suoi componenti e se sono assunte a maggioranza dei presenti. In caso di parità, prevale il voto del Presidente.
Le sedute della Giunta non sono pubbliche, salva diversa decisione della stessa Giunta.
Le indennità del Presidente e degli Assessori sono stabilite con legge regionale.

### Principali attribuzioni della Giunta Regionale Calabra
La Giunta regionale secondo quanto previsto dallo Statuto svolge determinate funzioni tra cui:
- provvede in ordine all'attuazione del programma di governo esercitando, nel rispetto delle attribuzioni del Presidente della Giunta, tutte le competenze diverse da quelle legislative, regolamentari, di indirizzo e di controllo spettanti al Consiglio;
- esercita la potestà regolamentare nelle forme di cui all'articolo 43 del presente Statuto;
- predispone il bilancio di previsione ed il rendiconto generale della Regione e la loro variazione, oltre che ogni altro atto di programmazione finanziaria;
- gestisce il bilancio, amministra il patrimonio ed il demanio regionali e delibera sui contratti, secondo le modalità e nei limiti stabiliti dallo Statuto e dalla legge;
- nel rispetto degli obiettivi generali e degli indirizzi deliberati dal Consiglio, su proposta della stessa Giunta, rende esecutivo il piano regionale di sviluppo economico-sociale;
- sovrintende, nel rispetto dei princìpi generali deliberati dal Consiglio, all'ordinamento ed alla gestione delle imprese od aziende dipendenti dalla Regione, degli enti a partecipazione regionale e delle società interregionali, provvedendo a tutte le nomine di competenza regionale, con esclusione di quelle espressamente riservate alla competenza di altri organi;
- adotta i provvedimenti relativi all'individuazione delle risorse umane, materiali ed economico-finanziarie da destinare alle diverse finalità e determina la loro ripartizione fra gli uffici di livello dirigenziale apicale;
- adotta, su proposta del Presidente della Giunta, il Regolamento per l'esercizio della propria attività;
- stabilisce gli obiettivi ed i programmi amministrativi da attuare ed adotta gli atti che rientrano nello svolgimento di tali funzioni ai quali devono uniformarsi gli uffici regionali; verifica la rispondenza dei risultati dell'attività amministrativa e della gestione agli indirizzi impartiti;
- esercita le altre attribuzioni ad essa demandate dalla Costituzione, dallo Statuto e dalle leggi;
- La Giunta regionale esercita la potestà regolamentare regionale attraverso regolamenti esecutivi, regolamenti di attuazione e di integrazione, regolamenti delegati, nonché regolamenti di organizzazione dell'Amministrazione regionale secondo le disposizioni generali di principio dettate dalla legge regionale.
- Nelle materie di competenza esclusiva della Regione che non siano riservate alla legge dallo Statuto e dalla Costituzione, la Giunta, sulla base della legge regionale di autorizzazione, che determina le norme generali regolatrici della materia e dispone l'abrogazione delle norme vigenti con effetto dall'entrata in vigore delle norme regolamentari, adotta i regolamenti delegati.

## Composizione della Giunta
La Giunta regionale è composta dal Presidente, dal Vice Presidente e da un numero di Assessori non inferiore a otto e non superiore a dieci.
- Il Presidente della Giunta regionale, fino all'entrata in vigore della legge costituzionale 1/1999, era eletto, come gli altri membri dell'organo esecutivo della Regione, dal Consiglio regionale, fra i propri componenti.
- La nuova formulazione dell'articolo 122, quinto comma, della Costituzione stabilisce, invece, che il Presidente della Giunta regionale sia eletto a suffragio universale e diretto e che lo stesso Presidente nomini e revochi gli altri componenti della Giunta. La stessa norma costituzionale prevede che lo statuto di ciascuna Regione possa derogare al sistema dell'elezione diretta, ripristinando l'elezione consiliare, ma, a tutt'oggi, nessuna Regione s'è avvalsa di tale facoltà.
- La Giunta regionale della Calabria ha sede nella città di Catanzaro, capoluogo della Regione.

## Composizione politica della Giunta
Attuale composizione della giunta Occhiuto.
| Nome                      | Partito | Partito           | Carica         | Deleghe | Provincia       |
| ------------------------- | ------- | ----------------- | -------------- | --- | --------------- |
| Roberto Occhiuto          |         | Forza Italia      | Presidente     | | Cosenza         |
| Filippo Pietropaolo       |         | Fratelli d'Italia | Vicepresidente | all’organizzazione, alle risorse umane e transizione digitale, alla sicurezza e legalità e valorizzazione ai fini sociali dei beni confiscati alla criminalità organizzata | Catanzaro       |
| Gianluca Gallo            |         | Forza Italia      | Assessore      | agricoltura, le risorse agroalimentari e la forestazione, le aree interne e le minoranze linguistiche, i servizi di mobilità sostenibile e il trasporto pubblico locale    | Cosenza         |
| Giovanni Calabrese        |         | Fratelli d'Italia | Assessore      | Lavoro e formazione professionale, Its e alta formazione, tutela dell’ambiente, e turismo                                                                                  | Reggio Calabria |
| Caterina Capponi          |         | Lega              | Assessore      | politiche sociali, cultura, sport e politiche giovanili, infrastrutture sportive e pari opportunità.                                                                       | Reggio Calabria |
| Rosario Varì              |         | Forza Italia      | Assessore      | Sviluppo economico e internazionalizzazione, innovazione e sistema universitario, ricerca, sviluppo del porto di Gioia Tauro e Zes.                                        | Vibo Valentia   |
| Maria Stefania Caracciolo |         | Indipendente      | Assessore      | lavori pubblici, istruzione, edilizia scolastica, area dello Stretto e città metropolitana di Reggio Calabria, fenomeni migratori, urbanistica.                            | Reggio Calabria |
| Marcello Minenna          |         | Indipendente      | Assessore      | economia e finanze, programmazione strategica e indirizzi per l’attuazione degli interventi finanziati con fondi nazionali e comunitari.                                   | -               |